# Jätterisråttor
Jätterisråttor (Megalomys) är ett släkte i familjen hamsterartade gnagare (Cricetidae) med fyra arter som alla är utdöda. De var med en kroppslängd upp till 35 cm och en nästan lika lång svans lite större än dagens bisam. Trots namnet är de inte närmare släkt med de egentliga råttorna (Rattus). Jätterisråttor var endemiska på öar i Västindien: Martinique, Barbuda, St. Lucia och Curaçao.

## Arterna
- Megalomys desmarestii på Martinique.
- Megalomys luciae på Saint Lucia.
- Megalomys audreyae på Barbuda.
- Megalomys curazensis på Curaçao.

M. curazensis är bara känd som fossil från pleistocen men de andra levde under historisk tid och utrotades av människan.
M. desmarestii var den största arten. Den hade en rödbrun päls på ovansidan och en vitaktig buk. Före européernas ankomst var de jämförelsevis talrik och de jagades av ursprungsbefolkningen för köttets skull. Under 1600-talet övertogs ön av franska invandrare och indianerna deporterades. M. desmarestii orsakade större skador på de nya jordbruksanläggningar. Arten jagades därför hård av kolonialisterna och vid början av 1900-talet fanns bara ett fåtal kvar. De sista individerna dödades vid utbrottet av vulkanen Montagne Pelée, 1902.
Arten är M. luciae mindre känd. Den nådde inte samma storlek som M. desmarestii och hade en hel brun päls. Beståndet utrotades troligen under 1800-talet. Fram till 1852 levde en individ i Londons djurpark.
M. audreyae är bara känt från upphittade benrester. Det antas att de levde kvar när britterna tog Barbuda som koloni. Utrotningen skedde troligen i samband men röjningen av öns buskar.
Som närmaste släktingar antas de vanliga risråttorna (Oryzomys).